# Upplands runinskrifter 216
Upplands runinskrifter 216 är en runsten ifrån Vallentuna kyrka i Vallentuna socken och Vallentuna härad i Uppland. Den har tidigare varit deponerad i Vallentuna centrums apotek, men har nu återbördats till Historiska musets samlingar i Stockholm.

## Stenen
Stenen hittades år 1873 vid en gravöppning på Vallentunas kyrkogård. Materialet är sandsten och den är 105 cm hög, 68 cm bred och 10 cm tjock och av ornamentiken att döma tillhör den början på 1100-talet. Som framgår av inskriften har den sannolikt ingått i ett par- eller flerstensmonument som tillhört en grav på kyrkogården. 
Stenen har en rektangulär form och inskriften löper utmed stenens ytterkant, innanför ringlar det profilerade och ihopflätad rundjuret omkring i så kallad Urnesstil. Johan som lät resa minnesmärket efter sin döde fader, har fått sitt namn efter aposteln Johannes, vilket bekräftar att kristendomen etablerats i trakten. Flera runstenar vid Vallentuna kyrka är attribuerade till runristaren Drosboe och ytterligare en av dessa är U 214. Den från runor translittererade och översatta inskriften lyder enligt nedan:

## Inskriften
Translitterering av runraden:
iuan ÷ lit ÷ raisa ' staina + ef... ' ay(s)-(a)in + faþur ' sin ÷ drosboi ÷ risti
Normalisering till runsvenska:
Ioan let ræisa stæina æf[tiʀ] Øys[t]æin, faður sinn. Drosboi risti.
Översättning till nusvenska:
Johan lät resa stenarna efter Östen, sin fader, Drosboe ristade.